# 凶狼蛛
凶狼蛛（学名：Lycosa fortunata）为狼蛛科狼蛛属的动物。在中国大陆，分布于天山等地。该物种的模式产地在天山。